# مالور (بازیکن فوتبال)
مالور (انگلیسی: Máyor؛ زادهٔ ۲۳ ژانویهٔ ۱۹۸۴) بازیکن فوتبال اهل اسپانیا است.
از باشگاه‌هایی که در آن بازی کرده‌است می‌توان به باشگاه فوتبال آلکورکون، باشگاه فوتبال لاس پالماس، باشگاه فوتبال پومفرادینا، و باشگاه فوتبال هرکولس اشاره کرد.